# Jógvan Sundstein
Jógvan Sundstein (født 25. maj 1933 i Tórshavn, død 8. juli 2024) var en færøsk revisor og politiker (FF). Han var partileder gennem 13 år, deriblandt gennem Fólkaflokkurins guldalder i nyere tid omkring lagtingsvalget 1990. Sundstein var medlem af Lagtinget fra 1970 til 1994, og lagmand fra 1989 til 1991.

## Baggrund og erhvervskarriere
Jógvan Sundstein blev født i Tórshavn den 25. maj 1933, som ældste barn af Johanna Malena (født Jensen) og Hans Jacob Matras Sundstein (født Joensen). Forældrene blev gift i 1931, og skiftede deres efternavn ud med Sundstein i april 1933. Efternavnet Sundstein er sammensat af Hans Jacobs fars kaldenavn, «Stein», og opvækststed Hvannasund. Johanna Malena var oprindelig fra Klaksvík. Siden fik Jógvan søstrene Margreta, Agnas, Elisabet, Hanna og Marjun. Hanna blev gift med Olaf Olsen. Moderen, Johanna Malena, døde 64 år gammel i 1974 efter at have pådraget sig et kraniebrud, mens Hans Jacob døde 92 år gammel i 1992.
Jógvan Sundstein startede sin erhvervskarriere som bankansat fra 1949 til 1952, og senere revisor fra 1953 til 1963. Han havde en bachelor i økonomi og administration fra 1958, og eksamen som revisor fra 1962. Derefter fortsatte han som statsautoriseret revisor fra 1963. Sundstein giftede sig med Lydia Marsten fra Klaksvík den 21. juli 1956, og de fik sammen børnene Hans Pauli, Rutt og Eivind.
Sundstein blev udnævnt til kommandør af Dannebrogordenen den 20. juni 1990.